# Tipula (Eremotipula) madina
Tipula (Eremotipula) madina is een tweevleugelige uit de familie langpootmuggen (Tipulidae). De soort komt voor in het Nearctisch gebied.